# Sanctuaire Notre-Dame-de-Santa-Cruz
Le sanctuaire Notre-Dame-de-Santa-Cruz de Nîmes est un sanctuaire édifié entre 1968 et 1969, dans le quartier du Mas de Mingue à Nîmes.
Ce sanctuaire a été construit sur le modèle de la chapelle de Santa Cruz fondé à Oran en 1851.

## Histoire
La construction du sanctuaire Notre-Dame-de-Santa-Cruz de Nîmes est liée au développement du quartier du Mas de Mingue, en périphérie de Nîmes. En septembre 1963, une cité d'urgence s'y développe, destinée à loger une partie des pieds-noirs, principalement originaires d’Oranie, à la suite de l'indépendance de l'Algérie en 1962.
Le 10 mai 1965, l’évêque de Nîmes et l’évêque d’Oran s'accordent pour rapatrier à Nîmes la statue de la Vierge « Notre-Dame du Salut », qui était présente dans la chapelle de Santa Cruz d'Oran (Algérie). Dans le contexte de la colonisation, cette statue représentait une figure tutélaire et une référence communautaire pour les européens catholiques d'Algérie. 
La statue est remise officiellement au diocèse de Nîmes le 19 juin 1965. Aussitôt est mise en œuvre l’édification d’un sanctuaire qui lui est dédié, sur le modèle du sanctuaire de la chapelle de Santa Cruz d'Oran.
La construction commence au début d’avril 1968, grâce aux dons recueillis lors des premiers pèlerinages et à la participation des familles européennes et des membres de l’association des Amis de Notre-Dame de Santa Cruz (fondée le 5 novembre 1963). La construction de l'édifice se termine en 1969, avant d'être agrandi en 1975.
Le sanctuaire de Nîmes diffère de celui d’Oran à de nombreux égards, notamment dans le style adopté et dans l’ajout de certains lieux et monuments n’ayant pas tous une fonction religieuse.

## Pèlerinages
Tous les ans, le jour de l'Ascension, la communauté des pieds Noirs de Nîmes s'y rendent en pèlerinage. Le premier pèlerinage eut lieu en même temps que la pose de la première pierre du sanctuaire, en 1966. Le pèlerinage rassemblait jusqu'à 140 000 personnes dans les années 1990 et seulement 2 500 le 26 mai 2022,.